# أدريان بيرك
أدريان بيرك (بالإنجليزية: Adrian Burk)‏ هو لاعب كرة قدم أمريكية أمريكي، ولد في 14 ديسمبر 1927 في ماهيا في الولايات المتحدة، وتوفي في 28 يوليو 2003 في روسك في الولايات المتحدة.

## وصلات خارجية
- أدريان بيرك على موقع مرجع كرة القدم المحترفة.كوم (الإنجليزية)